# 信成县
信成县，古县名。西汉置，治今河北省清河县西北。属清河郡。

## 特点
西汉时期设置，东汉光武帝时期废，分入南宫县、甘陵县。其范围包括今河北南宫市东南部和清河县西北部，县治在今清河城关西北十二里处。在董家庙发现故城遗址，只有南北两门。